# إميل أندرسون
إميل أندرسون هو لاعب رماية سويدي، ولد في 14 نوفمبر 1979.

## وصلات خارجية
- إميل أندرسون على موقع الاتحاد الدولي (الإنجليزية)
- إميل أندرسون على موقع أوليمبيديا (الإنجليزية)
- إميل أندرسون على موقع اللجنة الأولمبية السويدية (السويدية)